# Rogozen
Rogozen (bułg. Рогозен) – wieś w Bułgarii, w obwodzie Wraca, w gminie Chajredin. Według danych szacunkowych Ujednoliconego Systemu Ewidencji Ludności oraz Usług Administracyjnych dla Ludności, 15 września 2023 roku miejscowość liczyła 833 mieszkańców.

## Archeologia
W Rogozenie odkryto wiele przedmiotów z kultury trackiej; obecnie eksponaty przechowywane są w Narodowym Muzeum Historycznym w Sofii.

## Osoby związane z miejscowością

### Urodzeni
- Mładen Kaleew (1915–1952) – bułgarski funkcjonariusz straży granicznej, który zginął w strzelaninie z grupą bandytów na terenie wsi Czerniczewo w gminie Krumowgrad, pełniąc swój służbowy obowiązek strzeżenia i obrony granicy państwowej Bułgarskiej Republiki Ludowej.
- Ilija Beszirow (1936–2007) – bułgarski malarz
- Lubomir Pawłow (1931) – bułgarski pisarz